# Bambi-Verleihung 1985
Die 37. Bambi-Verleihung fand am 13. Dezember 1985 im ARRI-Kino in München statt.

## Die Verleihung
Für die Verleihung hatte Burda kräftig geworben: Man hatte im Vorfeld einen Sonderteil mit Fotos aller zwölf Preisträger und Lobreden anderer Prominenter in der Bunten veröffentlicht. Trotzdem berichtete das Fernsehen nur in Form einer 45 Minuten langen Zusammenfassung am nächsten Abend um 22:10 Uhr in der ARD. Ein Bambi ging an Boris Becker, der im Juli 1985 mit seinem Sieg in Wimbledon schlagartig berühmt geworden war. Hannelore Kohl erhielt das Bambi für Soziales Engagement für ihr 1983 gegründetes Kuratorium ZNS, das „Unfallopfer mit Verletzungen des zentralen Nervensystems“ unterstützt. Auch Sean Connery erhielt ein Bambi für seine schauspielerischen Leistungen. Zwar gibt es keinen zeitlich passenden Film in seiner Filmografie, dafür war er aber greifbar.

## Preisträger
Aufbauend auf der Bambidatenbank.

### Fernsehserie International
Shari Belafonte für Hotel

### Fernsehserie National
Wolfgang Rademann und Klausjürgen Wussow für Die Schwarzwaldklinik

### Film International
Sean Connery

### Film National
Otto Waalkes für Otto – Der Film

### Kamera
Willy Bogner junior für James Bond 007 – Im Angesicht des Todes

### Klassik
Plácido Domingo

### Mann des Jahres
Boris Becker

### Nachwuchs
Maruschka Detmers für Via Mala

### Pop
Jack White

### Soziales Engagement
Hannelore Kohl für das Kuratorium ZNS

### Unterhaltung
Robert Lembke für Was bin ich?